# Saint-Jean-d'Illac
 Saint-Jean-d'Illac  es una población y comuna francesa, situada en la región de Aquitania, departamento de Gironda, en el distrito de Burdeos y cantón de Mérignac-2.

## Demografía
| 912 | 1016 | 1498 | 2538 | 3879 | 5213 |
| Para los censos de 1962 a 1999 la población legal corresponde a la población sin duplicidades (Fuente: INSEE [Consultar]) |      |      |      |      |      |